# 訃報 1972年3月
訃報 1972年3月（ふほう 1972ねん3がつ）では、1972年（昭和47年）3月中に物故した、又は物故が報じられた人物についてまとめる。

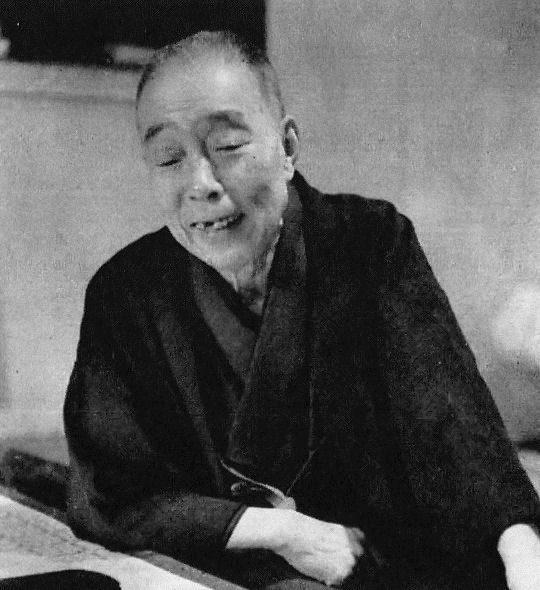
鏑木清方 / 3月2日没

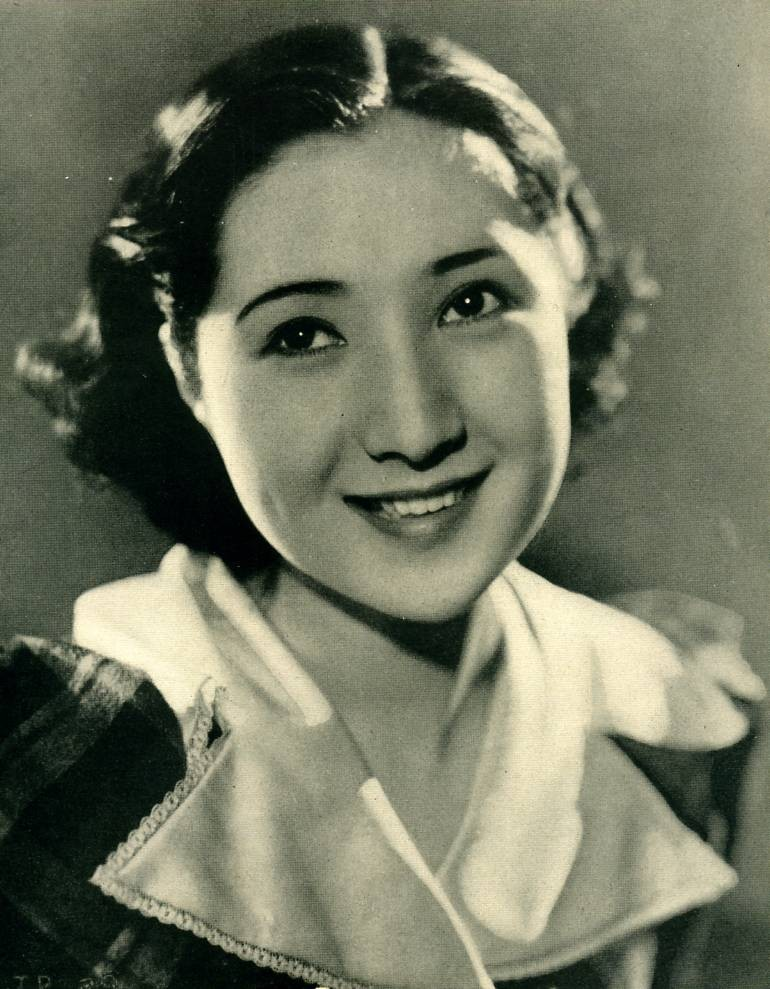
霧立のぼる / 3月22日没

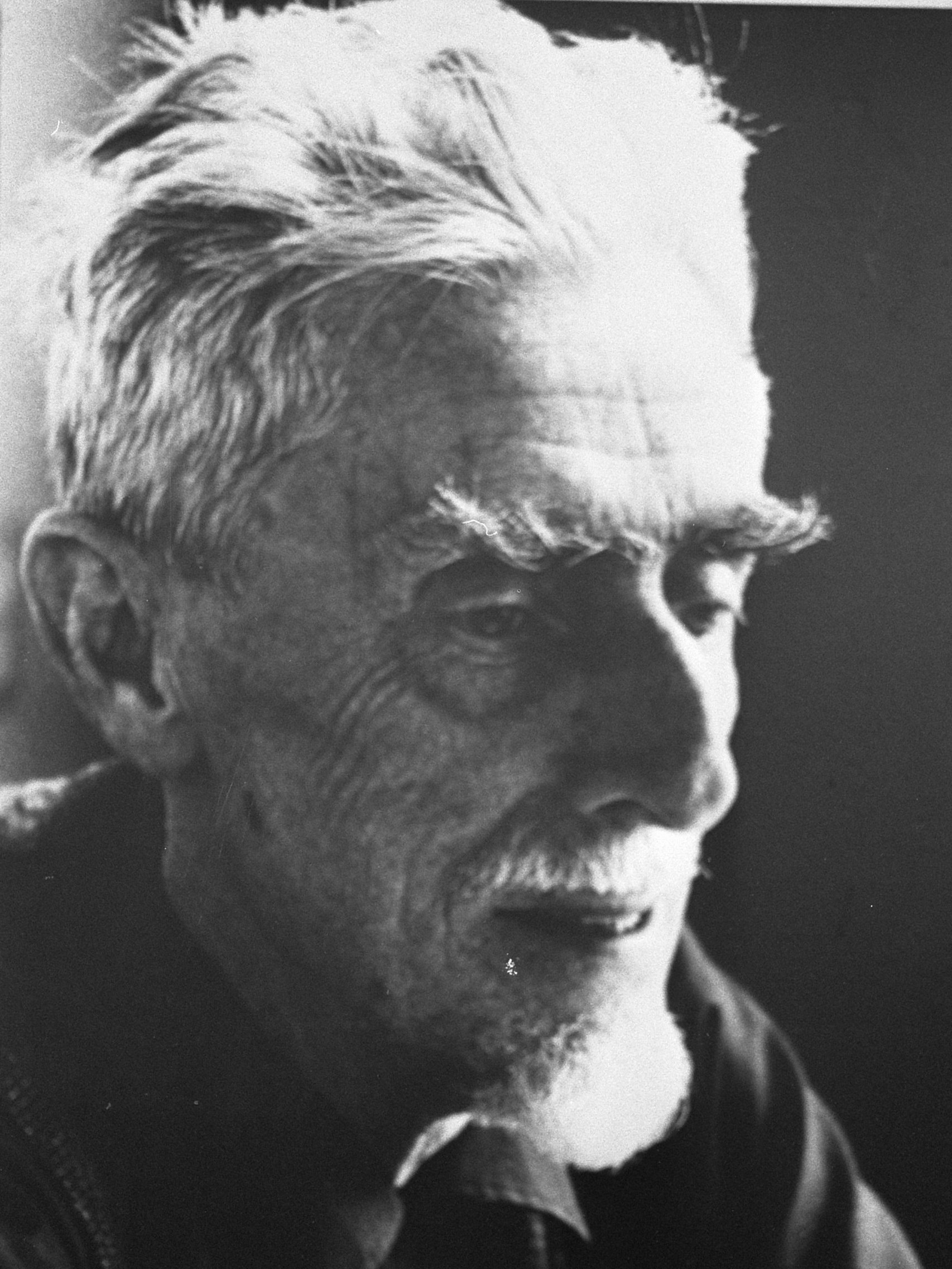
マウリッツ・エッシャー / 3月27日没

## （1日 - 15日）
- 3月1日 - 渡辺覚造、医師（* 1891年）
- 3月1日 - 青葉山徳雄、大相撲力士（* 1913年）
- 3月1日 - 中村知、ボーイスカウト指導者（* 1893年）
- 3月2日 - 鏑木清方、日本画家（* 1878年）
- 3月7日 - 鳴山草平、小説家（* 1902年）
- 3月7日 - 難波英夫、社会運動家（* 1888年）
- 3月9日 - 矢崎芳夫、医師・医学者・衛生学者（* 1894年）
- 3月9日 - 広瀬正、小説家、ジャズ奏者（* 1924年）
- 3月11日 - フレドリック・ブラウン、小説家（* 1906年）
- 3月12日 - 高橋明、医学者（* 1884年）
- 3月13日 - 宮内三朗、政治家（* 1889年）
- 3月15日 - 木村亀二、法哲学者・刑法学者（* 1897年）

## （16日 - 31日）
- 3月16日 - パイ・トレイナー、メジャーリーガー（* 1899年）
- 3月17日 - 清水一、建築家（* 1902年）
- 3月17日 - 尼子富士郎、医師・老年医学者（* 1893年）
- 3月18日 - 松平康春、政治家・華族（* 1892年）
- 3月18日 - 千葉胤成、心理学者（* 1884年）
- 3月19日 - 中村俊久、海軍軍人（* 1890年）
- 3月19日 - 林平馬、政治家（* 1883年）
- 3月22日 - 井村重雄、医師・政治家（* 1903年）
- 3月22日 - 霧立のぼる、女優（* 1917年）
- 3月23日 - クリストバル・バレンシアガ、ファッションデザイナー（* 1895年）
- 3月24日 - 綾部健太郎、政治家（* 1890年）
- 3月26日 - 小原敬士、経済史学者・経済地理学者（* 1903年）
- 3月26日 - 森川信、俳優（* 1912年）
- 3月27日 - マウリッツ・エッシャー、画家（* 1898年）
- 3月28日 - ドニー・ブッシュ、メジャーリーガー（* 1887年）
- 3月29日 - 長尾良、作家（* 1915年）
- 3月30日 - 武井大助、安田銀行・文化放送元社長（* 1887年）
- 3月31日 - ミーナー・クマーリー、女優（* 1933年）
- 日付不明 - 九条恵子、公爵・九条道実の妻（* 1876年）